# 石湾区
石湾区，是广东省佛山市曾经的市辖区，于1984年成立，2002年撤销。

## 地理
石湾区地处西、北江下游的珠江三角洲腹地，位于东经113°01′至113°10′，北纬22°58′至23°05′区域。东、西、北部与南海市（今南海区）接壤，东北部与汾江区（今禅城区祖庙街道一帶）接壤，南部与顺德市（今顺德区）毗邻，环抱佛山市城区。2002年全区总面积594平方千米，常住人口18万人，外来人口25万人，31个民族，其中98.21%为汉族。石湾区地势平坦，土地肥沃，气候温和，属亚热带季风性气候，年平均气温为摄氏度21.7度，雨量充沛，酸雨频率较高，风灾水患是威胁性较大的自然灾害。主要的矿产资源有石膏、高岭土、次橄榄玄武岩等。
2002年，石湾区实现工业总产值101亿元（1990年不变价），国内生产总值3223亿元人民币，财政收入347亿元人民币。

## 历史
1984年6月26日，广东省人民政府同意设立石湾区建制，行使一级政行府职能，管辖张槎区、澜石区、环市区公所和石湾镇办事处，区人民政府设在石湾镇。1987年，澜石区、环市区、张槎区公所先后改为镇。1990年l1月，江湾街道办事处成立。1999年4月，城南街道办事处成立。2000年12月，江湾街道接管佛山市城区石紫居委会。
2002年12月8日，石湾区与佛山市城区、南海市南庄镇合并，成立佛山市禅城区。

## 行政区划
撤销前，石湾区下辖4个镇和2个街道办事处：石湾镇、澜石镇、环市镇、张槎镇、江湾街道、城南街道。